# Jack Greenwell
John Richard Greenwell (Crook, Reino Unido, 12 de septiembre de 1884-Bogotá, Colombia, 7 de octubre de 1942) fue un futbolista y entrenador británico. Jugaba de centrocampista y pasó la mayor parte de su carrera deportiva en el F. C. Barcelona, donde militó entre los años 1912 y 1917. Posteriormente, lo entrenó en dos etapas diferentes, de 1913 a 1923 y de 1931 a 1933. En sus primeros años como entrenador del Barcelona, ejerció también de jugador en algunos partidos. Es el técnico que más años ha estado en el banquillo del club catalán alternativamente.
En 1939, Greenwell llegó a ser el segundo entrenador no sudamericano en ganar la Copa América cuando dirigió a la selección peruana en su primer triunfo (el primero fue José Lago Millánentrenador español quién conquistó la copa en 1929 con la Selección de fútbol de Argentina).También entrenó de forma ocasional a la desaparecida Unió Esportiva Girona y a otros clubes como la U. E. Sants, el C. D. Castellón, el R. C. D. Español, el Valencia C. F., el R. C. D. Mallorca, el Real Sporting de Gijón y el Club Universitario de Deportes de Perú.

## Trayectoria

### Inicios en Crook
Greenwell, hijo de un minero del condado de Durham, inició su carrera jugando con el Crook Town la Liga Amateur del Norte de Inglaterra. Más tarde, al cumplir los dieciocho años, se vinculó al Auckland Wanderers, donde actuó durante cuatro años en los puestos de delantero centro y mediocentro. Allí conquistó en 1909 el Sir Thomas Lipton Trophy, un certamen internacional de la época.

### F. C. Barcelona
Cumplidos veintiocho años abandonó el Reino Unido y llegó al F. C. Barcelona en 1912 y permaneció en el club hasta el 30 de agosto de 1923, ya como entrenador. En 1913 ayudó a que su anterior equipo, el Crook Town A. F. C., visitara Barcelona y se enfrentara en tres partidos con el Barça. Los encuentros se jugaron el 20, 24 y 27 de abril y se saldaron con una victoria (2-4) para el conjunto inglés y dos empates (1-1 y 2-2). Junto a jugadores como Paulino Alcántara o Romà Forns consiguió como jugador azulgrana los Campeonatos de Cataluña de 1913 y de 1916. Tras las breves etapas de Lambe (jugador-entrenador), Barren y Alderson, en 1913 fue designado como entrenador-jugador del Barcelona por el presidente del club, Hans Gamper, y durante las temporadas siguientes llevó al equipo catalán a su primera edad de oro, consiguiendo cinco Campeonatos de Cataluña (1919, 1920, 1921, 1922 y 1924) y dos Campeonatos de España (1920 y 1922). En su primer año en el cargo, un grupo de socios pidió su destitución, pero el presidente Gamper lo defendió y lo mantuvo en el puesto. Presentó su dimisión en 1919, pero más tarde volvió a hacerse cargo del equipo. Después de dejar el club en 1923, Greenwell volvió al Barcelona por dos temporadas más en 1931, consiguiendo un sexto Campeonato de Cataluña en 1932. En el Barça de Greenwell destacaron jugadores de la talla de Paulino Alcántara, Emilio Sagi-Barba, Ricardo Zamora, José Samitier, Félix Sesúmaga o Franz Platko.

### U. E. Girona y U. E. Sants
Sin dejar su cargo como entrenador barcelonista, Jack Greenwell fichó por la Unió Esportiva Girona en febrero de 1923. A fin de mejorar la actuación individual y conjuntiva del primer equipo de la U. E. Girona, el 9 de febrero de 1923 se incorporaba a los entrenamientos del conjunto gerundense por un período breve. Posteriormente, en agosto de ese mismo año, fichó por la U. E. Sants.

### C. D. Castellón
En 1926 llegó al C. D. Castellón, dejando una gran huella desde el inicio por la modernidad de sus planteamientos. En la primera temporada logró llevar al club castellonense por segunda vez en su historia al subcampeonato del Campeonato Regional de Valencia. Aquella posición llevó al Castellón a clasificarse por vez primera para la Copa del Rey. La temporada siguiente abandonó de forma precipitada, cuando solamente se llevaban catorce partidos del torneo. No obstante, finalmente el club de la Plana terminó proclamándose aquella primavera campeón regional, de nuevo por primera vez y de nuevo gracias a la aportación de Greenwell.

### R. C. D. Español
En enero de 1928, con el Campeonato Regional todavía sin terminar, aceptó una oferta de doce mil pesetas mensuales del R. C. D. Español, donde permaneció tres años. En la temporada 1928-29, dirigió a los blanquiazules en el primer Campeonato de Liga, pero el club solamente logró terminar séptimo. Sin embargo, Greenwell en esa temporada consiguió el Campeonato de Cataluña y la Copa de España para el club. Con un equipo en el que destacaban jugadores como Ricardo Zamora o Ricardo Saprissa, Greenwell guio al Espanyol en las victorias ante el Real Sporting de Gijón, el Arenas Club, el Club Atlético de Madrid, el F. C. Barcelona y el Real Madrid C. F., consiguiendo ante este último en la final su primera Copa de España (2-1). Estuvo al frente del conjunto catalán por una temporada más, pero no consiguió ningún título.

### Valencia C. F.
Después de dejar el F. C. Barcelona en 1933, Greenwell entrenó al Valencia C. F. en la temporada 1933-34. El club che terminó séptimo en la Liga pero ganó el Campeonato de Valencia y alcanzó la final de la Copa de España, donde perdió ante el Real Madrid por 2-1.

### En Perú
En 1936 fue contratado por la Federación Turca de Fútbol para dirigir a la selección nacional del país y en 1938 se hizo cargo de la selección peruana, con la que conquistó el Campeonato Bolivariano disputado en Bogotá. Al mismo tiempo entrenó al Club Universitario de Deportes y en 1939 ganó el Campeonato Nacional. El mismo año, con el equipo nacional, también obtuvo su primer título del Campeonato Sudamericano: los equipos de Colombia, Argentina, Bolivia y Brasil se retiraron antes de empezar la competición, por lo que solamente quedaron cinco países; Chile, Ecuador, Paraguay, Uruguay y Perú, formaron una liguilla, con cada equipo enfrentándose a las demás selecciones una sola vez. Uruguay y Perú ganaron sus tres primeros partidos y se enfrentaron en la final, en la que los peruanos se impusieron por 2-1. Sus logros con la selección peruana se resumieron así: «de ocho partidos internacionales... los ganó todos con un saldo de 31 goles a favor por 8 en contra, mientras que anteriormente, con once partidos jugados, los peruanos solamente lograron cuatro goales».

### En Colombia
Greenwell llegó a Colombia en 1940, contratado para dirigir al equipo nacional que debía participar en los V Juegos Centroamericanos y del Caribe que iban a celebrarse en Barranquilla en 1942. El comité organizador determinó que trabajara en esa ciudad, por lo cual actuó como entrenador del Juventud Junior. La situación de guerra en el Caribe y el océano Pacífico por la Segunda Guerra Mundial hizo que se suspendieran los juegos, que finalmente tuvieron lugar en 1946. Como consecuencia, en febrero de 1942 el comité organizador canceló los acuerdos con los entrenadores contratados, entre ellos Jack Greenwell, a pesar de ser «...sin lugar a dudas, el mejor, el único entrenador de fútbol de cuantos han llegado a estas latitudes».
El Independiente Santa Fe de Bogotá fichó a Greenwell a mediados de 1942. Su trabajo logró llevar al equipo hasta la semifinal del campeonato de Cundinamarca del mismo año, en la que venció al Texas por el marcador de 10-3 el domingo 4 de octubre. No obstante, no pudo completar su trabajo ya que falleció el miércoles 7 a causa de un derrame cerebral.

## Clubes

### Como jugador
| Club                | País       | Año       |
| ------------------- | ---------- | --------- |
| Crook Town A. F. C. | Inglaterra | 1901-1902 |
| Auckland Wanderers  | Inglaterra | 1902-1912 |
| F. C. Barcelona     | España     | 1912-1917 |

### Como entrenador
| Club                      | País     | Año       |
| ------------------------- | -------- | --------- |
| F. C. Barcelona           | España   | 1913-1923 |
| U. E. Sants               | España   | 1923-1926 |
| C. D. Castellón           | España   | 1926-1927 |
| R. C. D. Español          | España   | 1928-1930 |
| R. C. D. Mallorca         | España   | 1930-1931 |
| F. C. Barcelona           | España   | 1931-1933 |
| Valencia C. F.            | España   | 1933-1935 |
| Selección de Turquía      | Turquía  | 1935      |
| Gimnástico F. C.          | España   | 1935-1936 |
| Real Sporting de Gijón    | España   | 1936-1937 |
| Universitario de Deportes | Perú     | 1939-1940 |
| Selección de Perú         | Perú     | 1939      |
| Junior de Barranquilla    | Colombia | 1940-1942 |
| Independiente Santa Fe    | Colombia | 1942      |

## Palmarés

### Como jugador

#### Campeonatos regionales
| Título                 | Club                | País       | Año  |
| ---------------------- | ------------------- | ---------- | ---- |
| Crook League           | Crook Town A. F. C. | Inglaterra | 1902 |
| Campeonato de Cataluña | F. C. Barcelona     | España     | 1913 |
| Campeonato de Cataluña | F. C. Barcelona     | España     | 1916 |

### Como entrenador

#### Campeonatos regionales
| Título                 | Club             | País   | Año  |
| ---------------------- | ---------------- | ------ | ---- |
| Campeonato de Cataluña | F. C. Barcelona  | España | 1919 |
| Campeonato de Cataluña | F. C. Barcelona  | España | 1920 |
| Campeonato de Cataluña | F. C. Barcelona  | España | 1921 |
| Campeonato de Cataluña | F. C. Barcelona  | España | 1922 |
| Campeonato de Cataluña | F. C. Barcelona  | España | 1924 |
| Campeonato de Valencia | C. D. Castellón  | España | 1929 |
| Campeonato de Cataluña | R. C. D. Español | España | 1929 |
| Campeonato de Cataluña | F. C. Barcelona  | España | 1932 |
| Campeonato de Valencia | Valencia C. F.   | España | 1932 |

#### Campeonatos nacionales
| Título             | Club                      | País   | Año  |
| ------------------ | ------------------------- | ------ | ---- |
| Copa del Rey       | F. C. Barcelona           | España | 1920 |
| Copa del Rey       | F. C. Barcelona           | España | 1922 |
| Copa del Rey       | R. C. D. Español          | España | 1929 |
| Campeonato peruano | Universitario de Deportes | Perú   | 1939 |

#### Copas internacionales
| Título                  | Club              | País | Año  |
| ----------------------- | ----------------- | ---- | ---- |
| Juegos Bolivarianos     | Selección de Perú | Perú | 1938 |
| Campeonato Sudamericano | Selección de Perú | Perú | 1939 |